# Ștefan-Marius Milcu
Ștefan-Marius Milcu (n. 15 august 1903, Craiova, România – d. 1 decembrie 1997, București, România) a fost un medic și politician român, membru titular (1948) al Academiei Române.
Ștefan Milcu este considerat, alături de Constantin I. Parhon, drept creator al școlii românești de endocrinologie. A fost membru al Comitetului Român pentru Istoria și Filosofia Științei și Tehnicii al Academiei Române și fondator al publicației periodice al acestui comitet, NOESIS. Este autorul unor monografii de răsunet pe plan mondial, mai ales legate de timus sau epifiză. Este organizatorul primului program de protecție pentru ceea ce a fost numit "gușă endemică".
Este realizatorul celor două Tratate de Endocrinologie Clinică, din 1967 și din 1992, ambele apărute la Editura Academiei Române.
A fost membru al Partidului Comunist Român și ales în Marea Adunare Națională. A susținut poziția socrului său, C. I. Parhon. A fost președintele CRIFST (Comitetul Român de Istoria și Filozofia Științei și a Tehnicii în perioada 1972 - 1982.   În ultimii ani de viață, mai ales după 1982, când a fost implicat în Meditația Transcedentală, a fost marginalizat.

## Distincții
- Medalia Muncii (14 septembrie 1953)[4]
- Ordinul Muncii clasa a II-a (21 august 1954) „pentru merite deosebite pe tărîmul construcției de stat, economice, sociale și culturale, cu ocazia celei de a zecea aniversări a eliberării patriei noastre”[5]
- Ordinul Muncii clasa I (31 decembrie 1956) „cu prilejul împlinirii a 90 de ani de la înființarea Societății Academice Romîne, pentru merite deosebite in muncă”[6]
- Ordinul „23 August” clasa a III-a (12 august 1959) „pentru activitate rodnică în dezvoltarea științei și culturii din Republica Populară Romînă”[7]
- Ordinul „Steaua Republicii Populare Romîne” clasa I (9 octombrie 1963) „pentru contribuție deosebită în domeniul științei medicale, cu prilejul împlinirii a 60 de ani de la naștere”[8]
- titlul de Om de Știință Emerit al Republicii Populare Romîne (31 decembrie 1962) „pentru activitate îndelungată, contribuție în dezvoltarea științei și merite deosebite în dezvoltarea învățământului superior”[9]
- Ordinul „Meritul Științific” clasa I (26 septembrie 1966) „pentru merite deosebite în activitatea științifică, cu prilejul Centenarului Academiei Republicii Socialiste România”[10]
- Ordinul „Meritul Sanitar” clasa I (8 aprilie 1970) „pentru merite deosebite în domeniul ocrotirii sănătății populației din țara noastră”[11]
- titlul de Erou al Muncii Socialiste și medalia de aur „Secera și ciocanul” (4 mai 1971) „cu prilejul aniversării a 50 de ani de la constituirea Partidului Comunist Român, [...] pentru merite deosebite în domeniul științei, artei și culturii”[12]

## Imagini

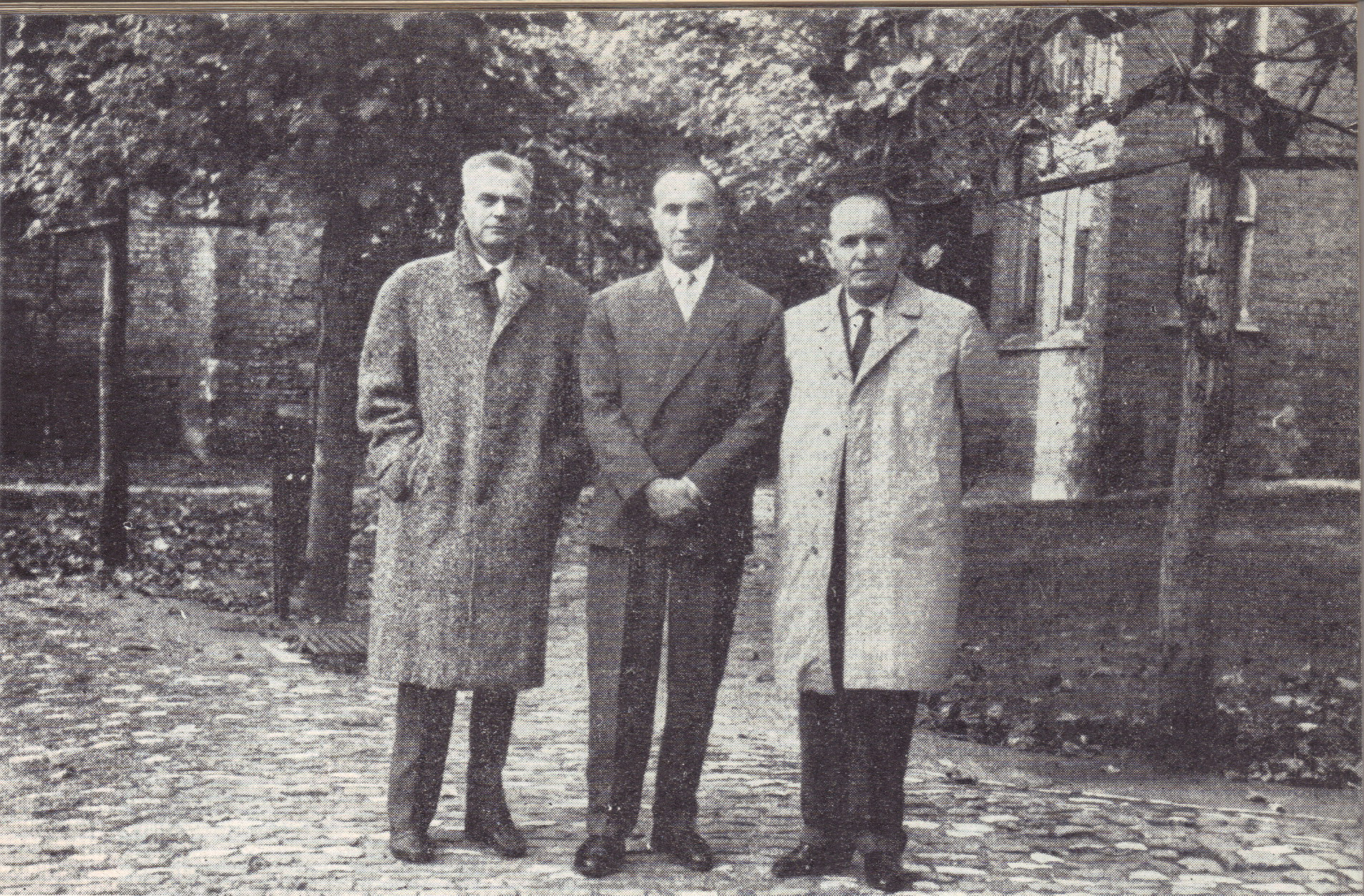
Zaharia Stancu împreună cu prof.dr. Ștefan Milcu și cu scriitorul Ion Pas în Belgia